# Kyōkai no Kanata
Kyōkai no Kanata (境界の彼方 lit. Más allá del límite?) es una novela ligera escrita por Nagomu Torii, con ilustraciones de Chise Kamoi. La serie de novelas ligeras de tres volúmenes fue galardonada con una mención honorífica en el concurso del Premio de Animación de Kioto en 2011, y fue publicado por Kyoto Animation entre junio de 2012 y abril de 2013. Una adaptación al anime basada en la serie comenzó a transmitirse el 2 de octubre de 2013.

## Argumento

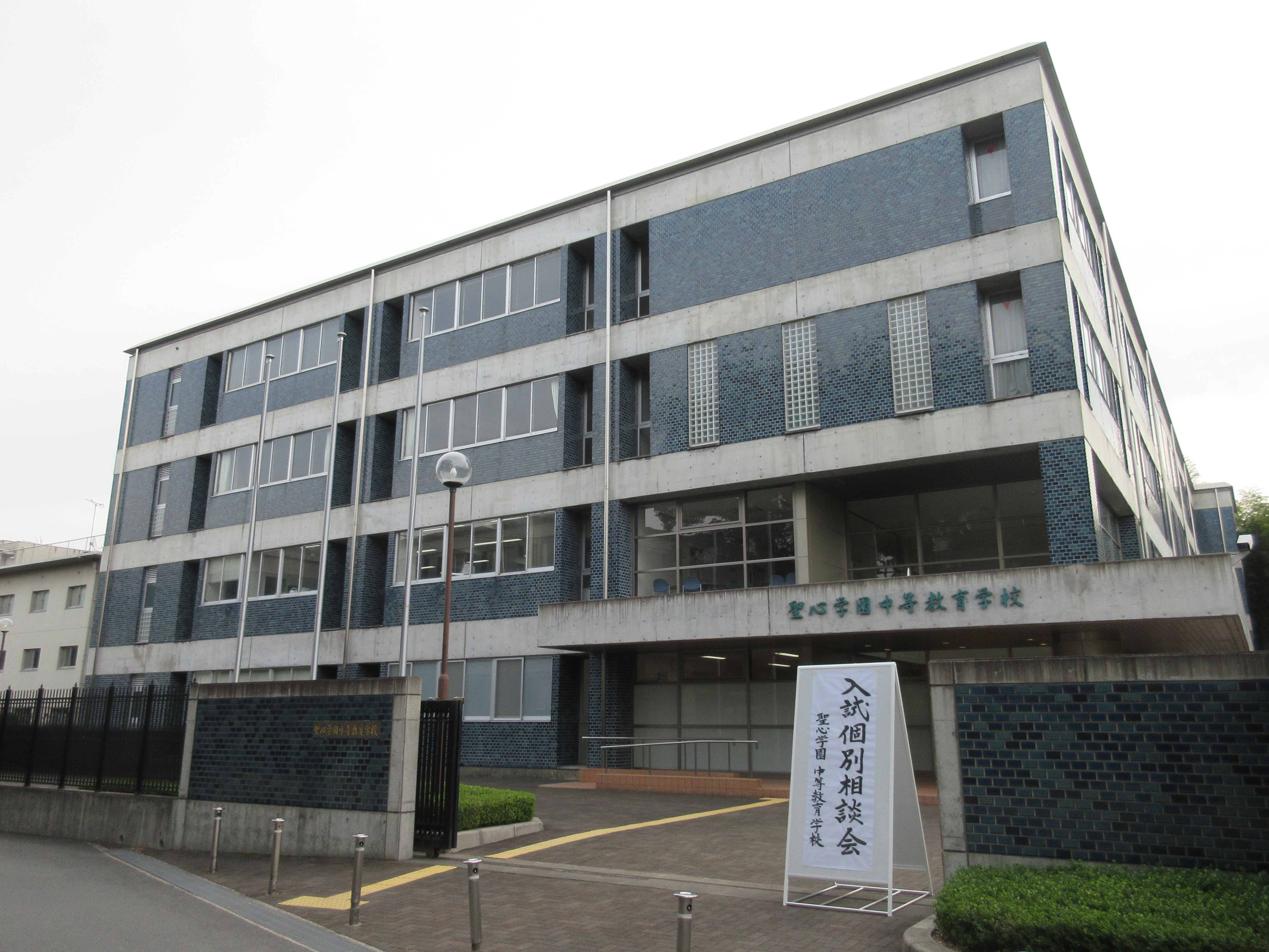
La escuela secundaria Seishin Gakuen en Kashihara, Nara. Es donde se desarrolla la serie.

Un día el estudiante Kanbara Akihito descubre a una de sus compañeras, Kuriyama Mirai, a punto de saltar desde la azotea de la escuela. Después de que Akihito intente convencerla, Mirai le apuñala con una espada hecha de su propia sangre, pero se sorprende al comprobar que Akihito no es sino un híbrido de humano y "yōmu", una raza de criaturas sobrenaturales. Tras saber que Mirai es una Guerrera del Mundo Espiritual y la última sobreviviente de su clan, las vidas de ambos se entrelazan para siempre.

## Personajes

### Principales
Akihito Kanbara (神原 秋人 Kanbara Akihito?)
Voz por: Kenn
Akihito es un estudiante de segundo año de ascendencia humana y yōmu. Gracias a ello, posee la habilidad de regenerar rápidamente cualquier herida, siendo virtualmente inmortal. Es a esto por lo que Mirai comienza a usarle como muñeco de práctica para intentar superar su miedo a matar yōmus. Sin embargo, si su lado humano se debilita demasiado, su lado yōmu emerge, mutando su cuerpo y convirtiéndole en un monstruo incontrolable y enormemente poderoso que ni siquiera las barreras del clan Nase pueden contener. Secretamente, esto es un motivo de depresión para Akihito, que sabe que los miembros del clan no son realmente sus amigos, sino los encargados de prevenir la liberación de su lado yōmu, y que éstos no dudarían en matarle si fuera necesario. Es miembro del club de literatura, y posee un notable fetichismo por las chicas con gafas, lo que es visto con desdén por Mitsuki. 
Mirai Kuriyama (栗山 未来 Kuriyama Mirai?)
Voz por: Risa Taneda
Una estudiante de primer año, descendiente de un clan de Guerreros del Mundo Espiritual. Cuenta con la habilidad de manipular su propia sangre, y debido a que este poder era temido y odiado por otros clanes, toda su familia fue exterminada con la salvedad de ella, posteriormente es acogida por el clan Inami hasta que la expulsaron por matar a la heredera, Yui, quien estaba poseída por la Sombra Hueca. Años después, emocionalmente devastada y llena de odio hacia sí misma, Mirai intenta suicidarse saltando desde la azotea del instituto, pero es salvada por Akihito, quien se convierte en su amigo más cercano. Por todas su experiencias pasadas, Mirai es una chica tímida e insegura, y se siente despreciada por todos, debido parcialmente a los ataques que recibe en su blog y su cuenta de Twitter por publicar todas sus penas diarias. Tiene el hábito de decir "fuyukai desu" (lit. "qué desagradable") en estas situaciones. Su característica física más destacable son sus generosas gafas, que despiertan la adoración de Akihito. Mirai tiene la compulsión de limpiar frenéticamente los cristales de las gafas cada vez que miente, lo que la hace una mala mentirosa. Además, su sangre puede adquirir propiedades ácidas retirando un anillo que siempre lleva para restringir sus poderes. El uso de estas habilidades causa anemia, y por ello su dueña tiene un gran apetito.
Mitsuki Nase (名瀬 美月 Nase Mitsuki?)
Voz por: Minori Chihara
Mitsuki es una estudiante de segundo año, amiga de la infancia de Akihito y presidenta del club de literatura. Su clan coordina a todos los Guerreros del Mundo Espiritual de la región, y cuenta con una gran autoridad entre ellas. Mitsuki es una chica cínica y reclusiva, ya que su hermana Izumi le inculcó la creencia de que los Guerreros del Mundo Espiritual permanecen solos durante toda su vida por sus deberes para con los demás. Al igual que su hermano, Mitsuki tiene el poder de erigir barreras de energía. En el anime, posee un yōmu mascota con forma de roedor llamado Yakiimo que le sirve de familiar.
Hiromi Nase (名瀬 博臣 Nase Hiroomi?)
Voz por: Tatsuhisa Suzuki
El hermano mayor de Mitsuki e Izumi, miembro del club de literatura e íntimo amigo de Akihito, a quien llama "Akkey". Como él, Hiromi tiene un fetichismo, en su caso hacia las hermanas menores, lo cual es motivo de confrontación con su altiva hermana. Así mismo, tiene varias cicatrices en la espalda, causadas por Akihito la última vez que perdió el control de su lado yōmu, lo que casi resultó en la muerte del joven Nase. En batalla, Hiromi es capaz de crear barreras de energía, y porta una bufanda cuyo tejido le permite separar los espacios entre moléculas, pudiendo así desintegrar a sus oponentes.

### Guerreros del Mundo Espiritual
Shizuki Ninomiya (二ノ宮 雫 Ninomiya Shizuki?)
Voz por: Akeno Watanabe
Una famosa y hábil guerrera del mundo espiritual, que por el día trabaja como la jaranera profesora de la clase de Akihito. A pesar de su belleza, nunca consigue citas. Posee el poder de distorsionar el espacio.
Yayoi Kanbara (神原 弥生 Kanbara Yayoi?)
Voz por: Hiromi Konno
La madre de Akihito. Viaja constantemente por sus tareas de Guerrera Espiritual y envía postales mágicas a su hijo, conteniendo siempre mensajes extravagantes (y bochornosos para él). Akihito la describe como una persona excéntrica y con un carácter bastante infantil, habiendo llegado a infiltrarse en la clase de Akihito vestida de panda.
Miroku Fijimu (藤真 弥勒 Fijimu Miroku?)
Voz por: Masaya Matsukaze
Un risueño experto en interrogatorios de la Sociedad de Guerreros Espirituales, dotado con la capacidad de destruir yōmus aparentemente con sólo mirarlos. Se desconocen sus auténticas intenciones.
Izumi Nase (名瀬 泉 Nase Izumi?)
Voz por: Ayako Kawasumi
La hija mayor del clan Nase, fría y estoica, y a veces incluso maliciosa. Tiene la creencia de que los yōmus no son diferentes de animales de granja y que existen solamente para proveer de sustento a su clan. Suele usar en combate una naginata de doble hoja, y posee poderes de barrera especialmente potentes.

#### Clan Inami
Yui Inami (名瀬 泉 Inami Yui?)
Voz por: Sayuri Yahagi
La fallecida hija mayor del clan Inami. Era la única de la familia que trataba bondadosamente a Mirai, pero fue poseída por la Sombra Vacía la pequeña Kuriyama se vio obligada a acabar con ella.
Sakura Inami (名瀬 泉 Inami Sakura?)
Voz por: Moe Toyota
La hermana menor de Yui. Culpando a Mirai del destino de Yui años atrás, la persiguió hasta el presente con la intención de matarla en venganza. Como sus poderes espirituales eran muy débiles, Sakura hizo un pacto con Miroku para conseguir un arma sobrenatural que aumentaba su fuerza consumiendo yōmus, pudiendo quedársela después de matar a Mirai. Sakura tiene una personalidad apática y despreocupada, llegando hasta el extremo de ser perezosa. Este personaje es original del anime, y no aparece en la novela.

### Yōmu
Yōmu (妖夢 Yōmu?, Sueño de sombra) es una raza de criaturas sobrenaturales de las que se dice que son la materialización de emociones humanas. Pueden tener muchos tipos y formas, algunas de ellas humanas. En caso de que un yōmu y un humano tengan descendencia, ésta es llamada Han-Yō (半妖 Han-Yō?, Medio-Sombra). La mayoría de los yōmu son relativamente dóciles y coexisten con los humanos sin problema, pero a veces el comportamiento de un yōmu desequilibra el equilibrio y los Guerreros del Mundo Espiritual son los encargados de destruirlo. Después de morir, cada yōmu produce un mineral de cristal de gran valor, lo que constituye los ingresos de un Guerrero.
Ayaka Shindō (新堂 彩華 Shindō Ayaka?)
Voz por: Naomi Shindō
Una comerciante de piedras de yōmu, que a su vez es una yōmu con forma humana: su auténtica forma es un gigantesco zorro de varias colas. Al igual que los Nase, puede generar barreras de energía. Su local está camuflado como un estudio fotográfico. Habla con un pesado acento de Kyoto.
Ai Shindō (新堂 愛 Shindō Ai?)
Voz por: Yuri Yamaoka
La hermana menor y asistente de Ayaka. Su auténtica forma es un nekomata. Este personaje es original del anime, y no aparece en la novela.
Sombra Vacía (虚ろな影 Utsurona Kage?)
Un yōmu excepcionalmente poderoso. No tiene cuerpo, y su existencia se extiende a una formación de humo negruzco capaz de cubrir una ciudad entera. Su poder es tal que distorsiona el tiempo y el espacio a su alrededor, causando que la luz de la luna se torne purpúrea para los que tienen visión sobrenatural y que los otros yōmus se vuelvan agresivos. El método de ataque que usa es explotar las debilidades mentales de sus oponentes y envolverles en un laberinto formado por sus propios recuerdos antes de intentar poseerles. Por todo ello, los Guerreros del Mundo Espiritual son ordenados evitarlo y contenerlo con barreras para guiarlo fuera del área.
Más Allá del Límite (境界の彼方 Kyōkai no Kanata?)
Un yōmu legendario, del que se dice que nació de la corrupción y el resentimiento de toda la humanidad. Se le atribuyen las epidemias, los desastres naturales y las guerras. Este ser no es sino la parte yōmu de Akihito, contenida dentro de él; cada vez que sale de su interior, convierte todo su entorno en una superficie de espejos.

## Películas
Kyōkai no Kanata MovieI'll Be Here - Kako-hen<
Primera película del anime. Resumen de 82 minutos del anime Kyōkai no Kanata, estrenada el 14 de marzo del 2015. Relata los eventos durante la serie anime, hasta los últimos minutos de la película, luego de los créditos, añadiendo una pequeña escena no vista durante el anime, señalando el inicio de la segunda película.
Kyōkai no Kanata MovieI'll Be Here - Mirai-hen
Segunda película del anime, estrenada el 25 de abril de 2015,  en donde se muestran los eventos ocurridos poco tiempo después de lo sucedido en Kyōkai no Kanata Movie: I'll Be Here - Kako-hen (O el anime Kyōkai no Kanata, siendo lo mismo, con la excepción de la escena adicional luego de los créditos).